# Androsace exscapa
Androsace exscapa är en viveväxtart som först beskrevs av Porphir Kiril Nicolai Stepanowitsch Turczaninow, och fick sitt nu gällande namn av Maria Innokentevna Maximova. Androsace exscapa ingår i släktet grusvivor, och familjen viveväxter. Inga underarter finns listade i Catalogue of Life.